# 马昌纶
马昌纶（？—？），順天大興籍，安徽桐城人，清朝政治人物。监生出身。
马昌纶曾于1860年接替赵秉镕任华亭县知县一职，1860年由何焕组接任。